# Valvarrone (valle)
La Valvarrone o Val Varrone è una valle della Lombardia, in provincia di Lecco.

## Morfologia
La Valvarrone è così chiamata per via del torrente Varrone che la attraversa per la sua lunghezza.

## Paesi
La provinciale 67 che proviene dalla Valsassina tocca il suo paese più alto: Premana. Da qui prosegue in una stretta e tortuosa discesa passando da Pagnona e quindi Avano, Tremenico, per poi scendere, attraversando i paesi di Introzzo, Sueglio, Vestreno e Dervio, sulla riviera del Lago di Como.